# Bolivar (1879-2008)
Pour les articles homonymes, voir Bolívar.
Le bolivar était l'unité monétaire du Venezuela de 1879 à 2008, ainsi appelée en l'honneur du héros Simón Bolívar et remplacée par le bolivar fort.

## Histoire
Au XVIIe siècle, le troc, les perles et les monnaies espagnoles et étrangères étaient les véritables moyens d'échange au Venezuela. Le XVIIIe siècle se caractérise par une pénurie constante de numéraire, ralentissant les transactions et obstruant le développement des rapports commerciaux dans tout le pays.
Le 14 septembre 1795, le conseil municipal de Caracas décide de la fabrication d'une monnaie de cuivre officielle pour en pallier le manque, établissant en même temps une amende pour ceux qui utiliseraient une autre monnaie ou la falsifieraient : c'est la première monnaie frappée sur le sol même du Venezuela.
À la fin de l'année 1802, Salvador del Hoyo, Maestro Mayor de l'Union des orfèvres, chargé de la production de cette monnaie, livre 13 666 pièces de 1/4 de réal et 58 792 pièces de 1/8 de real. Malheureusement, la différence poids/valeur de ces deux pièces (rapport de +/- 1/4) incita à la falsification, et le manque de confiance en cette monnaie provoqua un retour quasi inévitable au chaos économique. L'indépendance de l'Espagne est proclamée le 19 juillet 1811, la monnaie nationale devient le réal vénézuélien mais le gouvernement révolutionnaire se retrouve incapable de produire du numéraire. De 1819 à 1831, le réal colombien puis le peso colombien servent de numéraire. De 1843 et jusqu'en 1874, le peso vénézuélien est l'unité de compte officielle du pays.
Le 11 mai 1871, le président provisoire de la République édicte une nouvelle loi monétaire qui définit la qualité, le poids et la réglementation de la fabrication d'une nouvelle monnaie. Cette réforme déclare unité monétaire le peso fuerte ou venezolano de oro. Elle donne le nom de bolivar à la pièce d'or de 20 venezolanos. À partir de cette loi, les futures monnaies d’or et d’argent doivent porter l’effigie du Libertador. Désiré-Albert Barre, graveur général des Monnaies de France, est chargé de graver les premiers poinçons de monnaie vénézuélienne avec l'effigie de Bolívar. Barre prend pour modèle le dessin de Carmelo Fernández et, à partir de 1873 et jusqu'à présent, cette gravure reste l'emblème invariable des pièces de monnaie vénézuéliennes.

### Naissance du bolivar

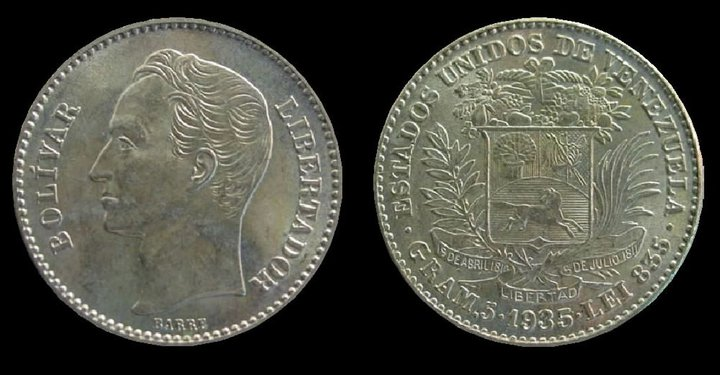
Pièce d'un bolivar en argent à 0,835 (1935, avers et revers).

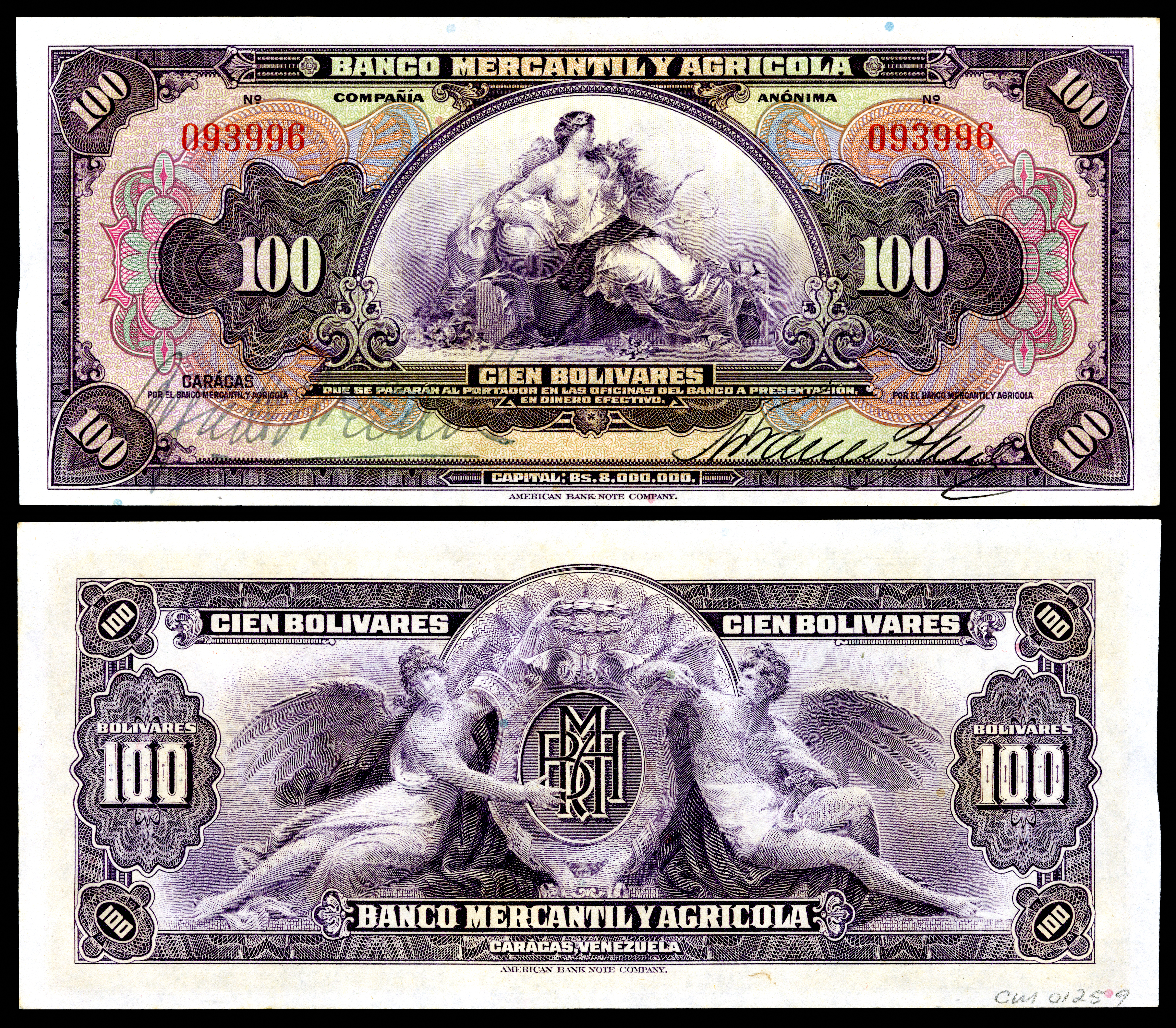
Billet de 100 bolivars de la Banco Mercantil Y Agricola (1924).

Nouvelle réforme le 31 mars 1879, l'unité monétaire du Venezuela devient le bolivar d'argent pesant 5 g à 0,835 équivalant à 0,32258 g d'or à 0,900 pour mille, s'appuyant sur un bimétallisme proche du système de l'Union latine. Dans un premier temps, des pièces en argent de 0,50, 1, 2 et 5 bolivars sont frappées, ainsi que des pièces de 10, 20 et 100 bolivars en or. À partir de 1894-1896, sont introduites des pièces de 5 et 12½ céntimos en cupronickel et un quart de bolivar en argent. La seule pièce de 10 céntimos est émise en 1971 seulement et la pièce de 25 céntimos, à compter de 1954. À partir de 1965, comme dans la plupart des pays, toutes les pièces sont progressivement fabriquées en nickel. En 1974 est lancée la pièce de 5 céntimos en acier plaquée de cuivre.
Entre la fin du XIXe et durant le XXe siècle, la fabrication de la monnaie nationale est confiée à la US Mint de Philadelphie (États-Unis) et à la Monnaie de Paris (France). Le 8 septembre 1939, la Banque centrale du Venezuela est créée, répondant à la nécessité qu'avait le pays de moderniser ses institutions. Les billets de banque sont gravés et imprimés par l'American Banknote Company.

### Marasme monétaire

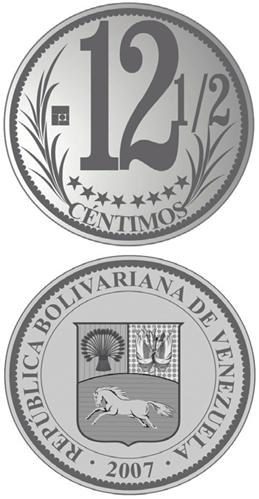
Pièce de 12,5 céntimos (en acier nickelé) dernière année de frappe 2007, frappée par intermittence depuis 1896, équivalent décimal de la pièce de 1 réal

Les premières difficultés monétaires pour ce pays producteur de pétrole commencent au tournant des années 1990. La monnaie est dévaluée de 70 % sous le deuxième mandat de Rafael Caldera (1994-1999). La direction de la Banque centrale du Venezuela autorise à partir de 1999 la démonétisation des pièces de monnaie divisionnaires de 5, 10, 12½, 25 et 50 centimes et des monnaies d’argent de 25, 50 centimes, 1, 2, 5 et 10 bolivars. C’est la disparition des centimes : tant les monnaies d'argent que les monnaies fractionnaires indiquées précédemment, ont cessé d’avoir cours légal le 1er avril 2001.
Le 9 août 2001, la Banque centrale du Venezuela met en circulation les nouvelles monnaies de 10, 20 et 50 bolivars, puis le 18 janvier 2002, le nouveau billet de 10 000 bolivars, tous avec la dénomination de República Bolivariana de Venezuela. La loi de la Banque centrale du Venezuela en vigueur est celle publiée dans la Gazette officielle extraordinaire no 5 606 du 18 octobre 2002. En 2005, apparaît une pièce de 1 000 bolivars.
Le 7 mars 2007, le gouvernement du Venezuela annonce l’introduction au 1er janvier 2008 du bolívar fuerte, converti au taux de 1 pour 1000 et qui coexistera sous avec l’ancien bolivar jusqu’à sa démonétisation totale en 2009.